# فضل‌الله رنجبر
فضل‌الله رنجبر (زاده ۱۳۴۶ هرسین) سیاستمدار ایرانی و نمایندهٔ دورهٔ دوازدهم مجلس شورای اسلامی از حوزهٔ انتخابیهٔ کرمانشاه در استان کرمانشاه است که با کسب ۵۴,۱۲۱ رأی در دور دوم به مجلس شورای اسلامی راه پیدا کرد.

## تحصیلات
فضل‌الله رنجبر دارای مدرک تحصیلی کارشناسی ارشد مدیریت است. دانشگاه محل تحصیل وی مشخص نیست.

## سوابق اجرایی
- بخش‌دار ماهیدشت (۱۳۷۲-۱۳۷۵)[۲]
- بخش‌دار کرند غرب (۱۳۷۵-۱۳۷۷)[۲]
- معاون فرماندار شهرستان صحنه[۲]
- فرماندار شهرستان ثلاث باباجانی (۱۳۸۱-۱۳۸۶)[۲]
- معاون برنامه‌ریزی و امور عمرانی فرمانداری شهرستان کرمانشاه (۱۳۸۶-۱۳۹۲)[۲]
- فرماندار شهرستان کرمانشاه (۱۳۹۲-۱۴۰۱)[۲]
- مدیرکل دفتر اجتماعی استانداری کرمانشاه[۲]
- نمایندۀ کرمانشاه در دوازدهمین دورۀ مجلس شورای اسلامی[۱]